# 亀田昭雄
亀田 昭雄（かめだ あきお、1956年11月19日 - 2022年4月16日）は、栃木県出身の元プロボクサーである。ミカドジム→協栄→バトルホーク風間ジム所属。日本王座2階級を制したが、東洋太平洋王座と世界王座獲得には失敗した。協栄ジム所属時は「具志堅用高を超える逸材。200年に一人の天才」と称された。

## 来歴
1975年に全日本アマチュアボクシング選手権大会優勝。
1977年3月15日、エドモンド・ゴーベイアを2RTKOで沈め、プロデビューを飾る。
1978年4月28日、辻本章次を5RKOで下し、日本ウェルター級王座獲得。この試合まで7戦連続KO勝利。
8度の防衛を重ねた後、1981年日本王座返上。
1982年7月4日、一階級下のジュニアウェルター級でWBA王座に挑むが、アーロン・プライヤーに6RTKO負け。これがプロキャリア初の敗北となった。
11月2日、守安竜也を10R判定で下し日本同級王座獲得。
1984年、金応植が持つOPBF東洋太平洋王座に2度挑戦するが、いずれもKO負け。
試合後、日本王座返上とともにIBF日本加盟のバトルホーク風間ジムへ移籍。
1985年10月27日、塚田敬を5RKOで退けIBF日本ウェルター級王座獲得。
1986年7月1日、テリー・マーシュが持つIBFジュニアウェルター級王座に挑むが6RTKOで敗れ引退。
引退後はサラリーマンを経て、栃木県佐野市に整体院を開業。2020年に癌の可能性を指摘されるも処置が遅れ、2022年4月16日に直腸癌により死去。

## エピソード
現役中にNHKの科学教養番組「ウルトラアイ」（1978年10月9日放送、テーマ「ボクシング」）に出演し、司会の山川静夫アナと公開マッチを行ったことがある（2R・KOで亀田の勝ち）。

## 戦績
- 31戦27勝（21KO）4敗